# 891 (numero)
Ottocentonovantuno (891) è il numero naturale dopo l'890 e prima dell'892.

## Proprietà matematiche
- È un numero dispari.
- È un numero composto con 10 divisori: 1, 3, 9, 11, 27, 33, 81, 99, 297, 891. Poiché la somma dei suoi divisori (escluso il numero stesso) è 561 < 891, è un numero difettivo.
- È un numero nontotiente in quanto dispari e diverso da 1].
- È un numero palindromo nel sistema binario e nel sistema posizionale a base 32 (RR). In quest'ultima base è altresì un numero a cifra ripetuta.
- È il più piccolo numero naturale che scritto al contrario (dalla fine all'inizio) è pari alla somma delle sue sottostringhe, ovvero: 8 + 9 + 1 + 89 + 91 = 198
- È un numero di Ulam.
- È un numero malvagio.
- È un numero congruente.
- È parte delle terne pitagoriche  (180, 891, 909), (891, 912, 1275), (891, 1188, 1485), (891, 1512, 1755), (891, 3220, 3341), (891, 3960, 4059), (891, 4860, 4941), (891, 12012, 12045), (891, 14688, 14715), (891, 36080, 36091), (891, 44100, 44109), (891, 132312, 132315), (891, 396940, 396941).

## Astronomia
- 891 Gunhild è un asteroide della fascia principale del sistema solare.
- NGC 891 è un galassia spirale della costellazione di Andromeda.

## Astronautica
- Cosmos 891 è un satellite artificiale russo.